# Jacobo Roche
Jacobo Boothby Burke Roche, 3.er Barón Fermoy (Twyford Abbey, 28 de julio de 1852 - Londres, 30 de octubre de 1920) fue un par irlandés y miembro del Parlamento en la Cámara de los Comunes del Reino Unido. Fue bisabuelo de Diana Spencer.

## Biografía
Nació en Twyford Abbey, Middlesex, en 1852, hijo de Edmundo Burke Roche y su esposa Elizabeth Caroline Boothby. Estudió en el Colegio Trinity en Cambridge.
Visitó los Estados Unidos, donde conoció y contrajo matrimonio con la heredera Frances Work el 22 de septiembre de 1880 en la Iglesia de Cristo en la ciudad de Nueva York. El matrimonio no fue un éxito y se separaron en diciembre de 1886. Se divorciaron el 3 de marzo de 1891.
Tuvieron cuatro hijos, dos hijos varones gemelos y 2 hijas.
- Eileen Burke (1882).
- Cynthia Burke (10 de abril de 1884 - 8 de diciembre de 1966)
- Edmundo Mauricio Burke (15 de mayo de 1885 - 8 de julio de 1955)
- Francis George Burke (15 de mayo de 1885 - 30 de octubre de 1958)[2]

El 1 de septiembre de 1920 sucedió a su hermano como Barón Fermoy. Dos meses después murió en la Artillery Mansions en Westminster, Londres. Fue sepultado en el cementerio St Marylebone en Finchley el 3 de noviembre de 1920.